# 500 Millas de Indianápolis de 1966
La Edición 50° de las 500 millas de Indianapolis  se celebró en el Indianapolis Motor Speedway el lunes 30 de mayo de 1966.
Once de los 33 entrantes, un tercio competidores en la pista, se accidentaron tras un accidente en la primera vuelta en la primera curva después de recibir la bandera verde en la línea de partida. Ningunos de los conductores resultaron heridos, a excepción de A.J. Foyt , quien se lesionó la mano al subir la valla de protección con su coche por tratar de escapar de la escena del accidente. Solo siete coches finalizaron, siendo la menor cantidad de coches jamás vistos en el final de competencia.
El debutante que llegó por primera vez al Speedway fue el escocés Sir Jackie Stewart, que condujo por más de una vuelta hasta el final de la carrera el coche del equipo de Mecom el Lola T90 profulsado con el motor Ford. Sin embargo, dentro de las diez vueltas para el final, la presión del aceite cayó debido a una fractura en la bomba de recuperación. Stewart detener el coche en la pista y regresó a los boxes. El otro "novato" de la carrera Graham Hill se quedó con el liderato y le llevó un total de 10 vueltas para poder ganar, convirtiendo a Mr. Mónaco en el primer ganador novato desde 1927. A pesar de detener el coche, Stewart fue votado como el novato del año de la carrera.
El defensor de la carrera del año anterior, Jim Clark terminó la carrera en segundo lugar.

## Entrenamientos y clasificaciones
El tres veces ganador y veterano Johnny Rutherford fue herido por un accidente grave, el 3 de abril en Eldorado, y se vio obligado a no participar en la carrera de 1966.
Las prácticas para las Bodas de Oro de las 500 millas de Indianapolis se llevaron a cabo el sábado 30 de abril, pero las bajas temperaturas y el clima lluvioso durante los primeros días mantuvieron a la mayoría de los coches fuera de la pista. Chuck Hulse (con un registro de 149,8 mph) fue el coche más rápido para el primer fin de semana. El lunes 2 de mayo de Art Pollard se convirtió en el primer novato que pasaba la una prueba de novatos registrando con su coche los 145 mph. Entre tanto, el destacado piloto campeón de Fómrula 1, Sir Jackie Stewart también ha pasado el examen de novato. Para el martes 10 de mayo, Mario Andretti en una vuelta de práctica registrando 164,5 mph, estableciéndose como uno de los favoritos para obtener la pole position. Entre otros pilotos los que rompieron la barrera de los 160 mph fueron A.J. Foyt, George Snider, y Dan Gurney. La lluvia fue la que impidió las prácticas del miércoles 11 de mayo.,

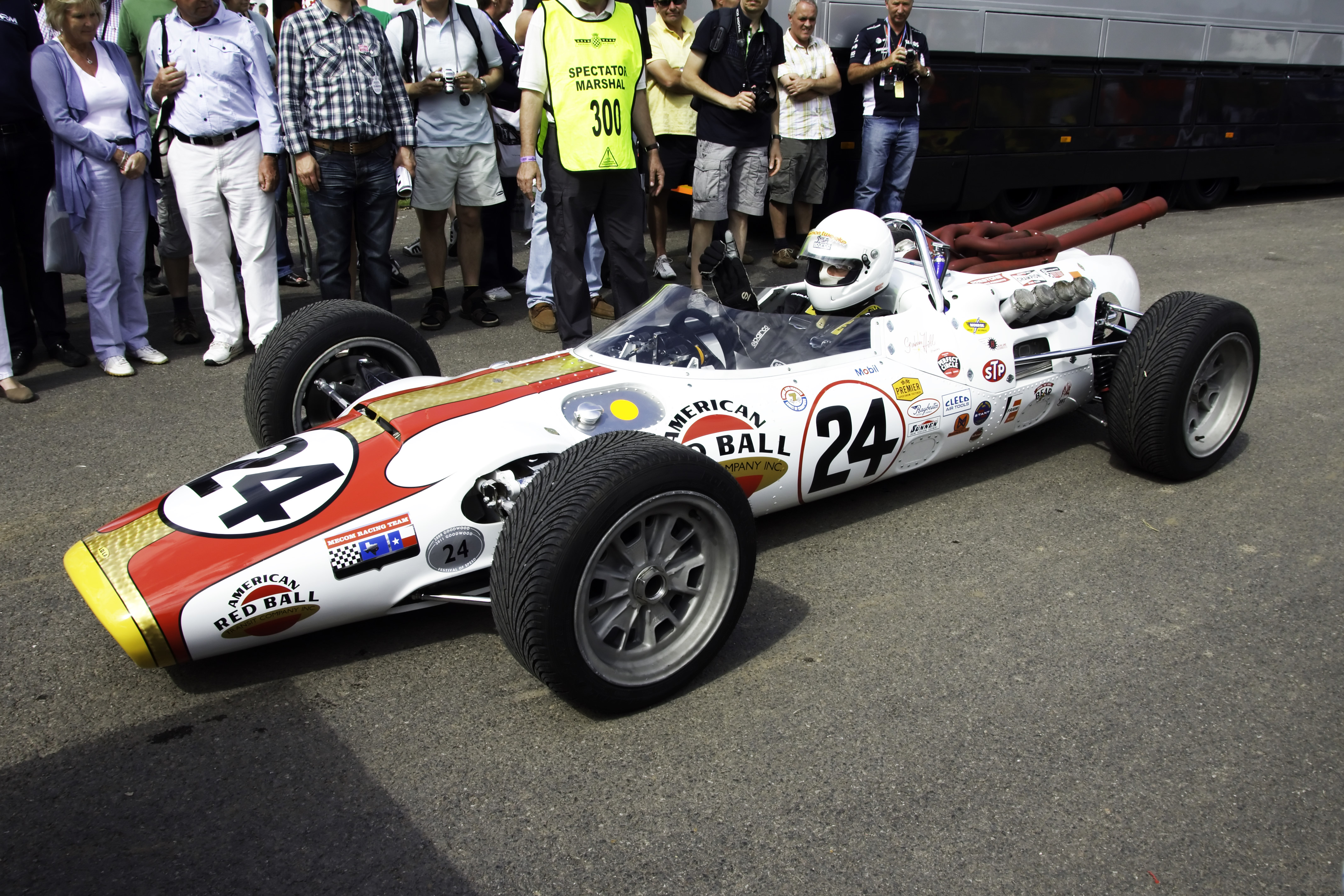
El coche con el que ganó Graham Mr. Mónaco Hill la Indy 500 de 1966.

El viernes 13 de mayo, el último día de prácticas antes de las clasificaciones, Mario Andretti rompió el récord de manera no oficial de pista en más de 5 kilómetros por hora adicionales al récord establecido, estableciendo una vuelta de 167,411 mph. La Lluvia volvió a obstaculiza la mayor parte del día, pero Andretti armó nuevas vueltas adicionales con un registro entre 164 mph a 166 mph. El siguiente piloto más fue el ganador de la edición anterior, Jim Clark quien mejoró con su vuelta al registrar 165,7 mph.

### Pole Day- sábado 14 de mayo
Mario Andretti ganó la pole position registrando un promedio de velocidad al dar sus 4 vueltas reglamentarias al obtener 165,889 mph. Su mejor vuelta fue un récord de 166,328 mph. Chuck Rodee murió en un accidente. En su segunda vuelta de calentamiento al llegar a la primera curva, Rodee se fue contra la pared exterior, y murió a causa de sus gravisismas heridas en el hospital.
Un total de 18 coches completaron la clasificación en un frío Pole Day.

### Segundo día Prácticas y clasificaciones del domingo 15 de mayo
Después de estrellarse en día de la pole, A.J. Foyt por fin clasificó registrando 161,355 mph, siendo el cuarto coche más rápido en pista. 

### Tercer día Prácticas y clasificaciones del sábado 21 de mayo
Los hermanos Bobby y Al Unser calificaron, el novato Al Uniser registró 162,272 mph conduciendo una de las mejores velocidades para el día. Bobby Grim clasificó con su Offy-Turbo Roadster con motor delantero con una velocidad de 158,367 mph, siendo este tipo de coche único que quedaba en pista.

### Bump Day, última oportunidad de clasificarse, domingo 23 de mayo
Dos pilotos lograron clasificarse al lograr las últimas posiciones de la grilla de salida, como lo fue Ronnie Duman y Larry Dickson. Greg Weld se accidentó dos veces al clasificarse con sus dos vehículos, con el principal y el sustituto (y uno de los cuales era un conocido el Granatelli-Novi), pero salió ileso. Bobby Grim, fue el calificador más lento, ya que se aferró a la composición mecánica de su coche Roadster de motor delantero.

### Calendario de la Carrera
| Calendario de Carreras — abril/mayo de 1966 | Calendario de Carreras — abril/mayo de 1966 | Calendario de Carreras — abril/mayo de 1966 | Calendario de Carreras — abril/mayo de 1966 | Calendario de Carreras — abril/mayo de 1966 | Calendario de Carreras — abril/mayo de 1966 | Calendario de Carreras — abril/mayo de 1966 |
| domingo                                     | lunes                                       | martes                                      | miércoles                                   | jueves                                      | viernes                                     | sábado                                      |
| ------------------------------------------- | ------------------------------------------- | ------------------------------------------- | ------------------------------------------- | ------------------------------------------- | ------------------------------------------- | ------------------------------------------- |
| 24 Trenton                                  | 25                                          | 26                                          | 27                                          | 28                                          | 29                                          | 30 Prácticas                                |
| 1 Prácticas                                 | 2 Prácticas                                 | 3 Prácticas                                 | 4 Prácticas                                 | 5 Prácticas                                 | 6 Prácticas                                 | 7 Prácticas                                 |
| 8 Prácticas                                 | 9 Prácticas                                 | 10 Prácticas                                | 11 Prácticas                                | 12 Prácticas                                | 13 Prácticas                                | 14 Clasificaciones                          |
| 15 Clasificaciones                          | 16 Prácticas                                | 17 Prácticas                                | 18 Prácticas                                | 19 Prácticas                                | 20 Prácticas                                | 21 Clasificaciones                          |
| 22 Bump Day                                 | 23                                          | 24                                          | 25                                          | 26                                          | 27 Carb Day                                 | 28                                          |
| 29                                          | 30 Indy 500                                 | 31                                          |                                             |                                             |                                             |                                             |

| \| Color \| Notas \| \| ----------- \| ---------------------- \| \| Verde \| Prácticas \| \| Azul oscuro \| Entrenamientos \| \| Gris \| Carrera \| \| Rojo \| Suspendida por Lluvia \| \| Blanco \| Sin actividad en pista \| * Incluye actividad en pista Significatiamente sesiones alteradas por la Lluvia |                        |
| Color | Notas                  |
| Verde | Prácticas              |
| Azul oscuro | Entrenamientos         |
| Gris | Carrera                |
| Rojo | Suspendida por Lluvia  |
| Blanco | Sin actividad en pista |

| Color       | Notas                  |
| ----------- | ---------------------- |
| Verde       | Prácticas              |
| Azul oscuro | Entrenamientos         |
| Gris        | Carrera                |
| Rojo        | Suspendida por Lluvia  |
| Blanco      | Sin actividad en pista |

## Resumen de Carrera
La recta principal de la pista quedó despejada para el inicio, Billy Foster, fue uno de los primeros que arrancarían para pelear por las posiciones. A medida que la bandera verde dio pase libre para arrancar la competencia, este piloto casi tocaba las ruedas de Gordon Johncock y perdió el control. Se fue directamente contra la pared exterior, y más allá de la línea de partida, provocó un enorme choque. Catorce vehículos estuvieron involucrados, todos desechos y con las ruedas sueltas rebotando por toda la superficie de la pista.
Los conductores instintivamente corrían fuera de sus máquinas, y para evitar posibles incendios (aunque no hubo tales incendios importantes ya que algunos habían estallado y otros no), A.J. Foyt se convirtió en la única víctima del incidente. Se lesionó una de sus manos al tratar de escalar la valla de protección exterior de la pista al tratar de salir de su coche y poder alejarse de su máquina incendiada.
De los catorce coches involucrados, once fueron dañados irremediablemente. La bandera roja se ondeó, y tras la limpieza, la carrera se reanudó con solo 22 coches.

### Controversia
Tras la carrera, se dio algo de confusión con los resultados extraoficiales por lo que se dio a una controversia, en donde el segundo lugar del equipo de Jim Clark marcaba que ellos ganaban porque los mostraban en 1° lugar y reclamaron como el legítimo ganador. Clark había liderado en dos ocasiones durante la carrera, tampoco tuvo contactos serios durante ninguno de los incidentes. no tuvo problemas con el motor, ni siquiera regist´ro tiempos inferiores, e incluso fue capaz de conducir a los boxes del equipo para inspeccionar que el coche era rápido en ambas ocasiones. El equipo de Clark sostuvo que él no perdió ninguna cantidad significativa de tiempo, y pensaron que era todavía estaban en la vuelta del líder al finalizar la carrera justo antes de llegar a la meta.  El pilón que parca la puntuación y resultados finales, fue controlado manualmente y de manera no oficial, pero cambió un poco con frecuencia cuando el marcador fue subsanado, para consternación de la tripulación de Clark en particular. Los resultados no oficiales en la conclusión de la carrera mostraban a Graham Hill ganándole por 41,13 segundos a Clark.
A la mañana después de la carrera, la USAC dio a conocer los resultados oficiales, y la tabla general de posiciones se mantuvo sin cambios. Colin Chapman y Andy Granatelli, los participantes Team Lotus de Clark, se negaron finalmente a presentar una protesta oficial. Una posible explicación que se dio fue que el equipo Lotus no vio sobrepasar Hill a Clark durante continuación de la segunda vuelta.
Finalmente, el resultado final mostró ganador de la Carrera a Graham Hill, y,  admitió estar perplejo y sorprendido por ser el ganador, mientras que otros competidores no satisfechos replicaron que nunca había sobrepasado a un auto durante todo el día. La Red de Radio del IMS, anotó la carrera de forma independiente a como lo hicieron los funcionarios de la USAC, pero también mostraban al coche de Hill en el primer lugar La controversia aparente se extinguió rápidamente, y ninguna acción oficial nunca fue tomada. Años más tarde, el tema sigue siendo objeto de debate en los círculos ligeramente carreras.
Una teoría que surgió de algunos de los jueces de pista incluyeron, accidentalmente en el recuento oficial, una vuelta de Jim Clark adicional. Por lo tanto, fue puesto efectivamente detrás de la cabeza de carrera al llegar a la meta. El coche de Al Unser, fue pintado casi idéntico al de Clark. La teoría es que cuando Al Unser se estrelló y quedó fuera de carrera en la vuelta 161, los jueces de pista erróneamente pensaron que era Clark, y Clark había pasado por la línea de meta en un período inmediatamente posterior, acreditándose esa vuelta a Unser por error. Otra versión de la teoría sugiere una situación opuesta - una de Al Unser, en las que una de sus vueltas fue erróneamente acreditadas a cuenta de Clark desde el principio, y cuando el problema del marcador se resolvió más tarde en la carrera, la vuelta extra se eliminó correctamente.

## Resultados de Competencia
| Finalizó | Inició | Dorsal | Piloto          | Vel. Clas. | Rango | Vueltas | Lideradas | Estado                              |
| -------- | ------ | ------ | --------------- | ---------- | ----- | ------- | --------- | ----------------------------------- |
| 1        | 15     | 24     | Graham Hill     | 159.243    | 23    | 200     | 10        | En Carrera                          |
| 2        | 2      | 19     | Jim Clark       | 164.114    | 2     | 200     | 66        | En Carrera                          |
| 3        | 7      | 3      | Jim McElreath   | 160.908    | 9     | 200     | 0         | En Carrera                          |
| 4        | 6      | 72     | Gordon Johncock | 161.059    | 8     | 200     | 0         | En Carrera                          |
| 5        | 17     | 94     | Mel Kenyon      | 158.555    | 32    | 198     | 0         | Incendio                            |
| 6        | 11     | 43     | Jackie Stewart  | 159.972    | 14    | 190     | 40        | Presión de Combustible              |
| 7        | 29     | 54     | Eddie Johnson   | 158.898    | 28    | 175     | 0         | Detenido                            |
| 8        | 28     | 11     | Bobby Unser     | 159.109    | 27    | 171     | 0         | Incendio                            |
| 9        | 20     | 6      | Joe Leonard     | 159.560    | 17    | 170     | 0         | Detenido                            |
| 10       | 10     | 88     | Jerry Grant     | 160.335    | 13    | 167     | 0         | Incendio                            |
| 11       | 5      | 14     | Lloyd Ruby      | 162.433    | 5     | 166     | 68        | Falla en el Árbol de Levas          |
| 12       | 23     | 18     | Al Unser        | 162.372    | 6     | 161     | 0         | Accidente Curva 4                   |
| 13       | 21     | 8      | Roger McCluskey | 159.271    | 22    | 129     | 0         | Escape de Aceite                    |
| 14       | 4      | 98     | Parnelli Jones  | 162.484    | 4     | 87      | 0         | Rueda Suelta                        |
| 15       | 13     | 26     | Rodger Ward     | 159.468    | 19    | 74      | 0         | Mala conducción                     |
| 16       | 25     | 77     | Carl Williams   | 159.645    | 16    | 38      | 0         | Valvúla                             |
| 17       | 22     | 56     | Jim Hurtubise   | 159.208    | 24    | 29      | 0         | Falla de la alineación en el Aceite |
| 18       | 1      | 1      | Mario Andretti  | 165.849    | 1     | 27      | 16        | Válvulas                            |
| 19       | 3      | 82     | George Snider   | 162.521    | 3     | 22      | 0         | Accidente Curva 2                   |
| 20       | 8      | 12     | Chuck Hulse     | 160.844    | 10    | 22      | 0         | Accidente Curva 2                   |
| 21       | 27     | 22     | Bud Tingelstad  | 159.144    | 26    | 16      | 0         | Sobrecalentamiento del Motor        |
| 22       | 14     | 28     | Johnny Boyd     | 159.384    | 21    | 5       | 0         | Accidente Curva 1                   |
| 23       | 9      | 4      | Don Branson     | 160.385    | 12    | 0       | 0         | Accidente                           |
| 24       | 12     | 27     | Billy Foster    | 159.490    | 18    | 0       | 0         | Accidente                           |
| 25       | 16     | 53     | Gary Congdon    | 158.688    | 29    | 0       | 0         | Accidente                           |
| 26       | 18     | 2      | A.J. Foyt       | 161.355    | 7     | 0       | 0         | Accidente                           |
| 27       | 19     | 31     | Dan Gurney      | 160.499    | 11    | 0       | 0         | Accidente                           |
| 28       | 24     | 66     | Cale Yarborough | 159.794    | 15    | 0       | 0         | Accidente                           |
| 29       | 26     | 37     | Arnie Knepper   | 159.440    | 20    | 0       | 0         | Accidente                           |
| 30       | 30     | 75     | Al Miller II    | 158.681    | 30    | 0       | 0         | Accidente                           |
| 31       | 31     | 39     | Bobby Grim      | 158.367    | 33    | 0       | 0         | Accidente                           |
| 32       | 32     | 34     | Larry Dickson   | 159.144    | 25    | 0       | 0         | Accidente                           |
| 33       | 33     | 96     | Ronnie Duman    | 158.646    | 31    | 0       | 0         | Accidente                           |

### Suplentes
- Primera alternativa: R Dick Atkins [ 17 ]

| marcas de Neumáticos y sus participantes proveedores         | marcas de Neumáticos y sus participantes proveedores |
| Proveedor                                                    | Entradas                                             |
| ------------------------------------------------------------ | ---------------------------------------------------- |
| G                                                            | 16                                                   |
| F                                                            | 17*                                                  |
| * - El Ganador se denota el uso de esta marca de Neumáticos. |                                                      |

## Resultado Final
| Piloto Ganador | Fabricante Ganador            | Promedio de Velocidad de competencia | Pole Position  | Piloto destacado (Novato de la carrera destacado) | Mayor Número de vueltas registradas como Líder |
| -------------- | ----------------------------- | ------------------------------------ | -------------- | ------------------------------------------------- | ---------------------------------------------- |
| Graham Hill    | / Mecom Racing Team-Lola-Ford | 232.256 km/h (144.317 mph)           | Mario Andretti | Jackie Stewart                                    | Loyd Ruby (68/200) vueltas                     |

### Obras citadas
- Indianapolis 500 History: Race & All-Time Stats - Official Site
- 1966 Indianapolis 500 Radio Broadcast, Indianapolis Motor Speedway Radio Network